# Genetics
Genetics (à ne pas confondre avec Journal of Genetics) est une revue scientifique à comité de lecture spécialisée dans le domaine de la génétique, fondée par George Harrison Shull en 1916. Elle est publiée une fois par mois en anglais par la Genetics Society of America et est en libre accès trois mois après la publication.
D'après le Journal Citation Reports, le facteur d'impact de ce journal était de 3,889 en 2009. L'actuel directeur de publication est Mark Johnston (Université du Colorado, États-Unis).